# Pistis Sophia
Pistis Sophia é um importante texto Gnóstico. As cinco cópias remanescentes, que os estudiosos datam do período entre 250 a 300 dC, relatam os ensinamentos Gnósticos de um Jesus transfigurado aos apóstolos (incluindo Maria de Magdala, Maria, mãe de Jesus e Marta), quando o Cristo ressuscitado havia passado supostamente doze anos falando com seus discípulos. Nele as estruturas complexas e as hierarquias celestes familiares nos ensinamentos Gnósticos são reveladas.

## Os manuscritos
O mais conhecido dos cinco manuscritos de "Pistis Sophia" está amarrado com um outro texto gnóstico numa encadernação intitulada "Piste Sophiea Cotice". Este Códice Askew foi adquirido pelo Museu Britânico em 1795 de um certo Dr. Askew. Até a descoberta da Biblioteca de Nag Hammadi em 1945, o Códice Askew era um dos três códices que continham quase todos os escritos gnósticos que sobreviveram à eliminação dessa literatura, sendo os outros dois o Códice Bruce e o Códice de Berlim.  A menos dessas fontes, tudo o que foi escrito sobre o Gnosticismo antes de Nag Hammadi é baseado em citações, caricaturas e inferências a partir dos escritos dos Pais da Igreja, inimigos do Gnosticismo. O objetivo destes textos era polêmico, apresentando os ensinamentos Gnósticos como absurdos, bizarros, egoístas e como uma heresia aberrante do ponto de vista do Cristianismo Paulino ortodoxo.

## Pistis Sophia
O título Pistis Sophia é obscuro e é, às vezes, traduzido como Sabedoria da Fé, Sabedoria na Fé ou Fé na Sabedoria. Uma tradução mais exata, levando em conta seu contexto gnóstico, é "a fé de Sophia", uma vez que Sophia para os gnósticos era a sizígia divina do Cristo, e não uma simples palavra significando sabedoria. Numa versão anterior e mais simples de uma Sophia (Sophia de Jesus Cristo) no Códice de Berlim e também encontrado em um papiro em Nag Hammadi, o Cristo transfigurado  explica Pistis de um modo bastante obscuro:
| “ | Novamente, seus discípulos disseram: "Diga-nos claramente como eles desceram das invisibilidades, do imortal para o mundo que morre?" O perfeito Salvador disse: "O Filho do Homem entendeu-se com Sophia, sua consorte, e revelou uma grande luz andrógina. Seu nome masculino é designado Salvador, progenitor de todas as coisas. Seu nome feminino é designado 'Todo-progenitora Sophia'. Alguns a chamam de Pistis". | ” |
|   | — Desconhecido, Sophia de Jesus Cristo. |   |

## Autor
O texto é geralmente atribuído à Valentim. Porém, como G.R.S. Mead afirma que:
| “ | Não é por causa de nenhum elemento do pensamento Helênico no estudo dos Aeons, que se sabe ser o caso nos ensinamentos de Valentim, que levou tantos a conjecturar que o texto seria uma derivação valentiana. Foi o algo longo episódio do sofrimento de Sophia que os influenciou. Este episódio reflete, num nível mais baixo da escala cósmica algo do intuito (motif) do mito trágico da anima mundi, invenção geralmente atribuída ao próprio Valentimm embora ela possa ter possivelmente transformado ou trabalhado sobre material ou noções já existentes. | ” |
|   | — Pistis Sophia, G.R.S Mead. |   |

## Conteúdo
O texto proclama que Jesus permaneceu no mundo após a ressurreição por doze anos e foi capaz nesse tempo de ensinar a seus discípulos até o primeiro (isto é, inicial) nível do mistério. Começa com uma alegoria fazendo um paralelo entre a morte e ressurreição de Jesus e descrevendo a descida e a ascensão da alma. Em seguida, prossegue descrevendo figuras importantes na cosmologia gnóstica e então, finalmente, lista trinta e dois desejos carnais que devem ser superados antes que a salvação seja possível, sendo esta superação a própria salvação.
Pistis Sophia inclui ainda citações de cinco das Odes de Salomão, encontradas nos capítulos entre o 58 e o 71. Esta era a única fonte conhecida para o texto original de quaisquer das Odes até a descoberta de uma cópia quase completa em siríaco das Odes em 1909. Ainda assim, como a primeira parte está faltando neste manuscrito, Pistis Sophia continua sendo a única fonte para a primeira Ode.

### Esquema do texto
Abaixo um esquema do texto proposto por G.R.S. Mead em seu texto Pistis Sophia, escrito em 1924:
O Inefável.
Os Membros do Inefável.
I. A Mais Alto Mundo de Luz ou Reino de Luz.

i. O Primeiro Espaço do Inefável.
ii. O Segundo Espaço do Inefável.
iii. O Terceiro Espaço do Inefável ou o Segundo Espaço do Primeiro Mistério.
II. O Mais Alto (ou "no Meio") Mundo de Luz.

i. O Tesouro da Luz.
1. As Emanações da Luz.
2. A Ordem das Ordens.
ii. A Região da Direita.
iii. A Região do Meio.
III. A Luz Mais Baixa ou Mundo dos Aeons ou a Mistura da Luz e Matéria.

i. A região da Esquerda.
1. O Décimo-Terceiro Aeon.
2. Os Doze Eons.
3. O Destino.
4. A Esfera.
5. Os Governantes dos Modos do "Meio" (mais baixo) 1.
6. O Firmamento.
ii. O Mundo (Kosmos), especialmente a Humanidade.
iii. O Mundo das Profundezas.
1. O Amente.
2. O Caos.
3. As Trevas Exteriores.